# Turea (okręg Kluż)
Turea (węg. Türe) – wieś w Rumunii, w okręgu Kluż, w gminie Gârbău. W 2011 roku liczyła 512 mieszkańców.